# Calamagrostis canescens
Calamagrostis canescens là một loài thực vật có hoa trong họ Hòa thảo. Loài này được (G.H.Weber) Roth mô tả khoa học đầu tiên năm 1789.

## Hình ảnh

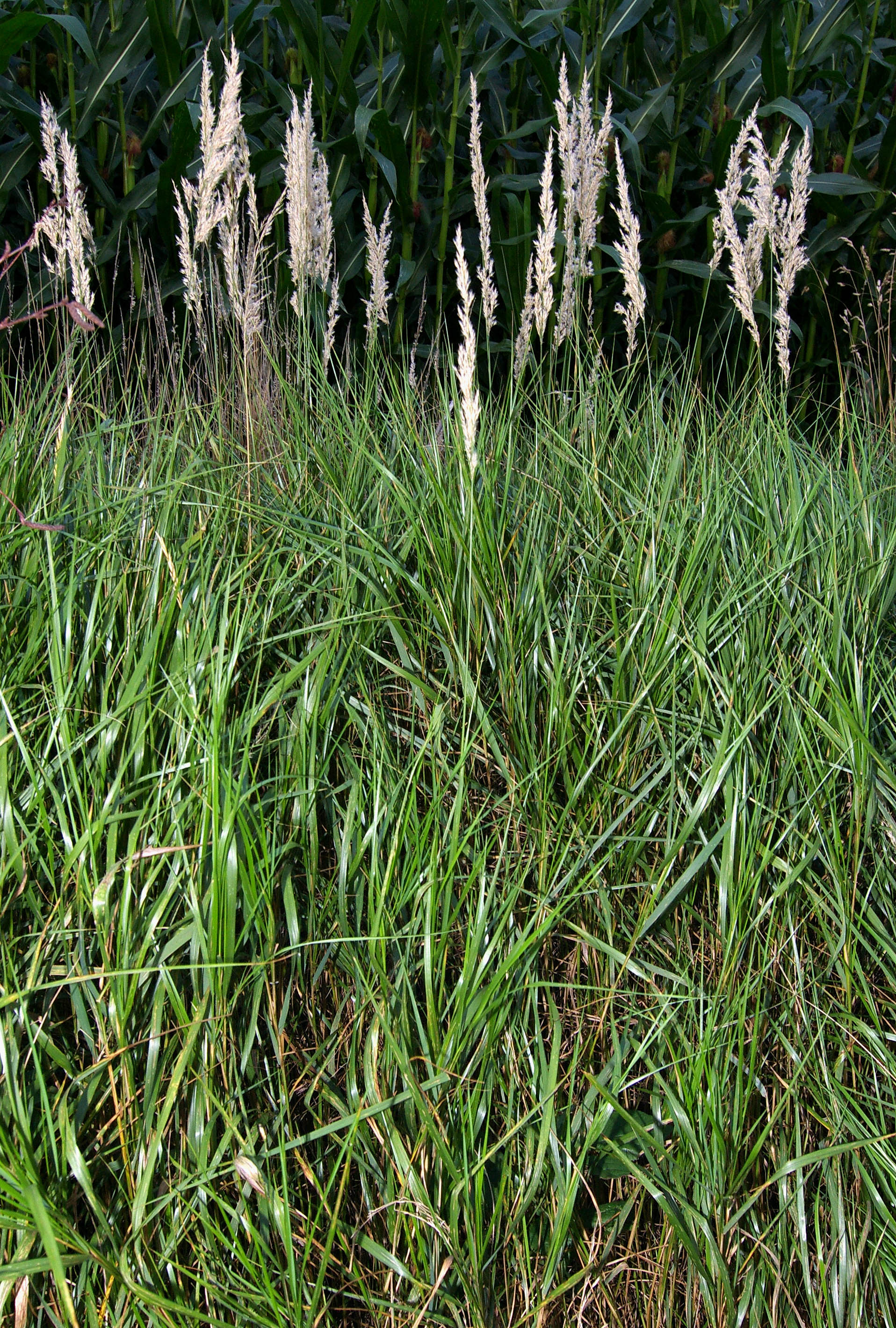
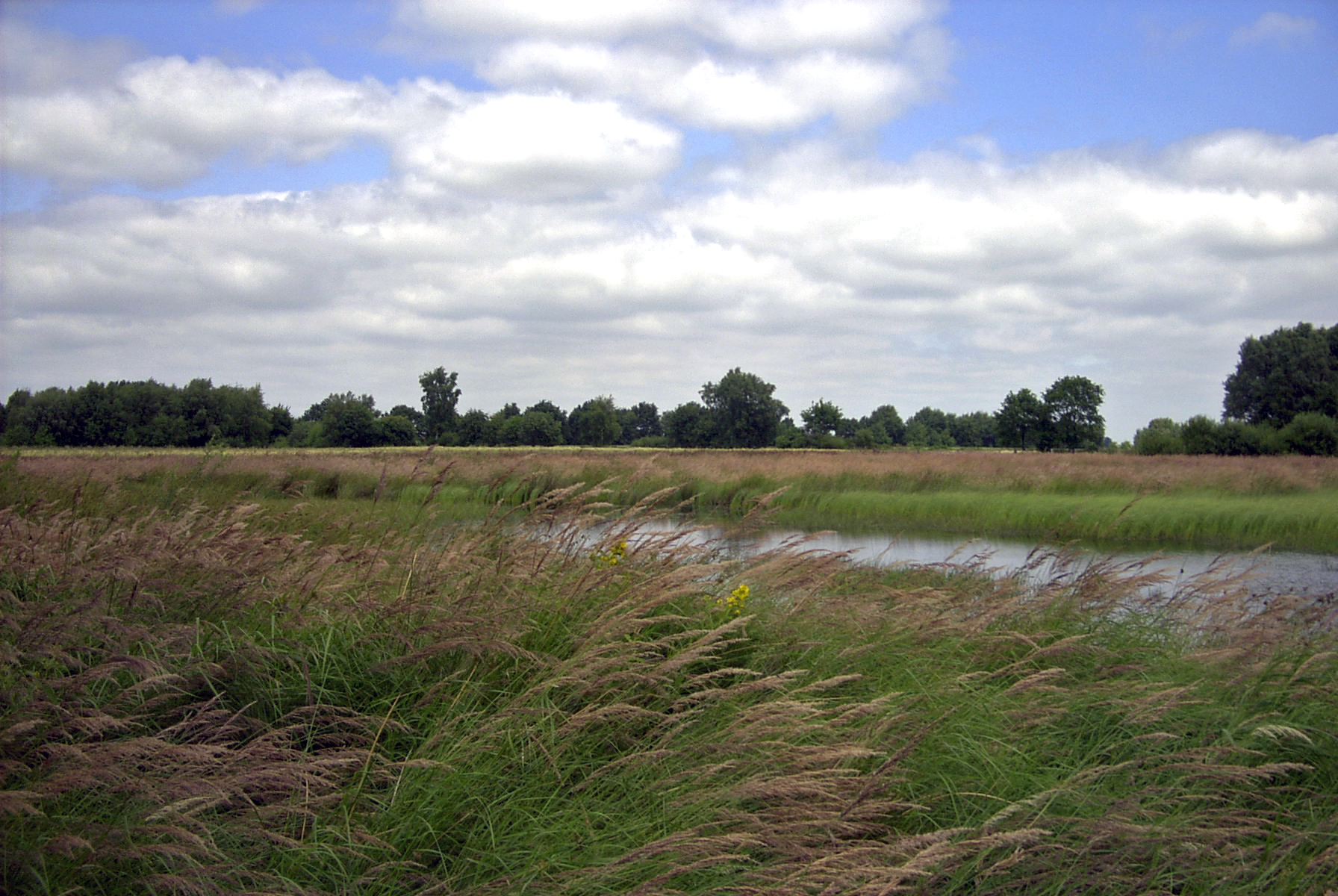
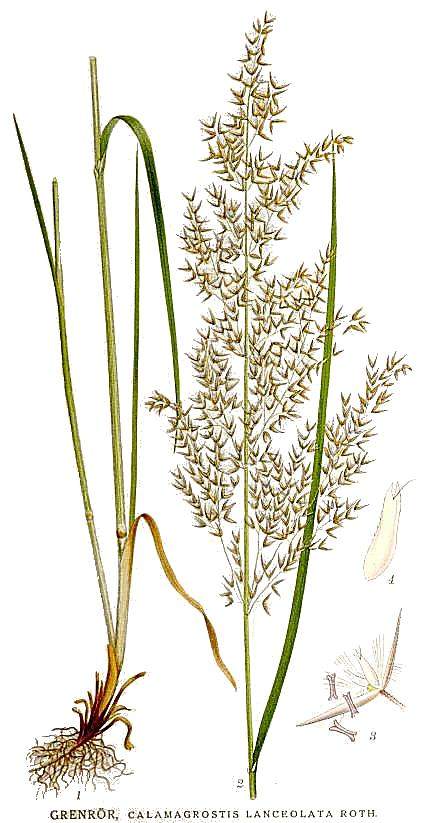
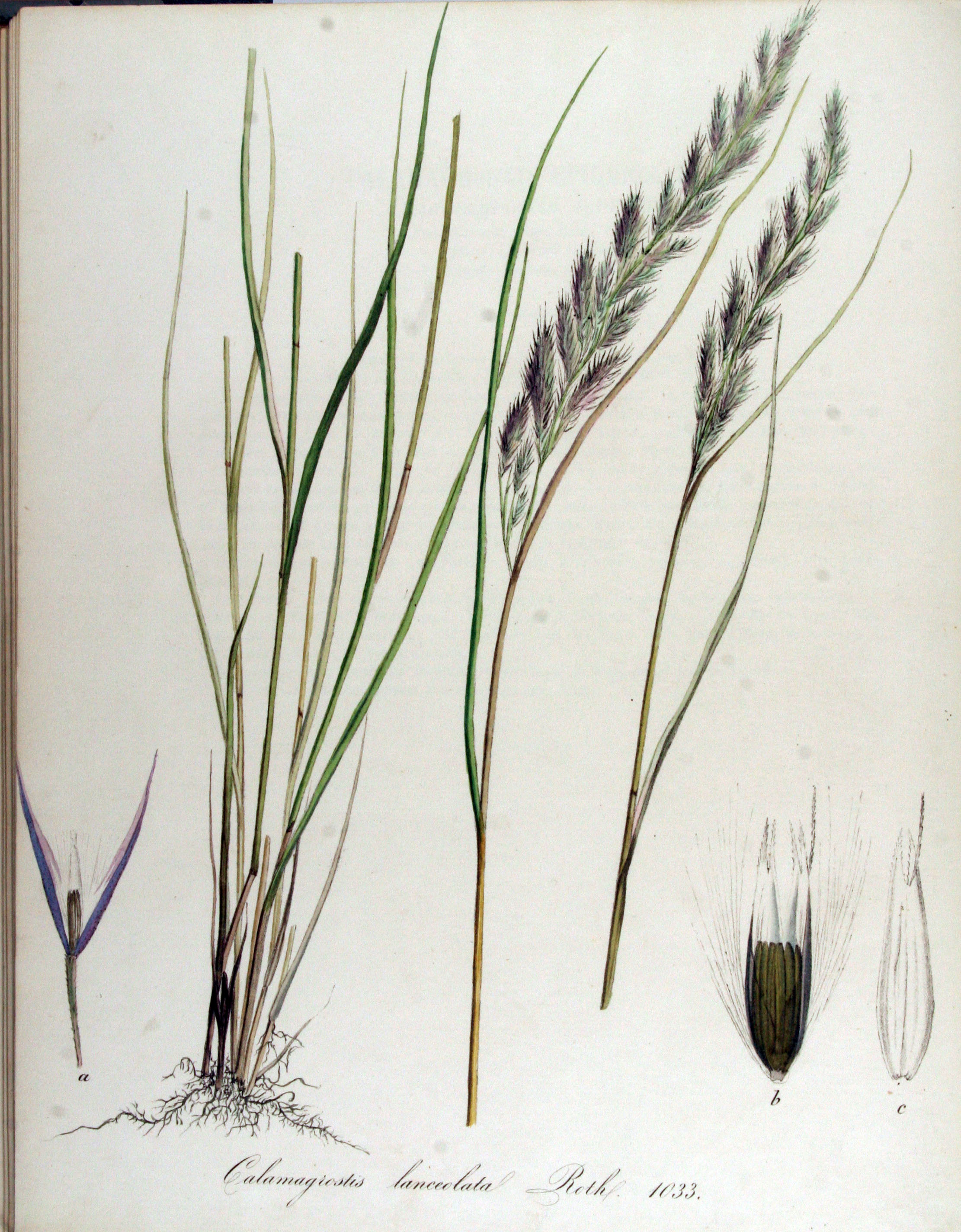